# 布勒克伦
布勒克伦（荷蘭語發音：[ˈbrøːkələ(n)] ⓘ）是位于荷兰乌得勒支省西北边上的一个旧市镇，辖区内有一所采用中式立面酒店Van der Valk和荷兰著名商科大学奈耶诺德大学。纽约布鲁克林区的名字就来源于布勒克伦。
2011年1月1日，布勒克伦与马尔森和卢嫩合并为新市镇“斯蒂赫策费赫特”（Stichtse Vecht）。

## 画廊

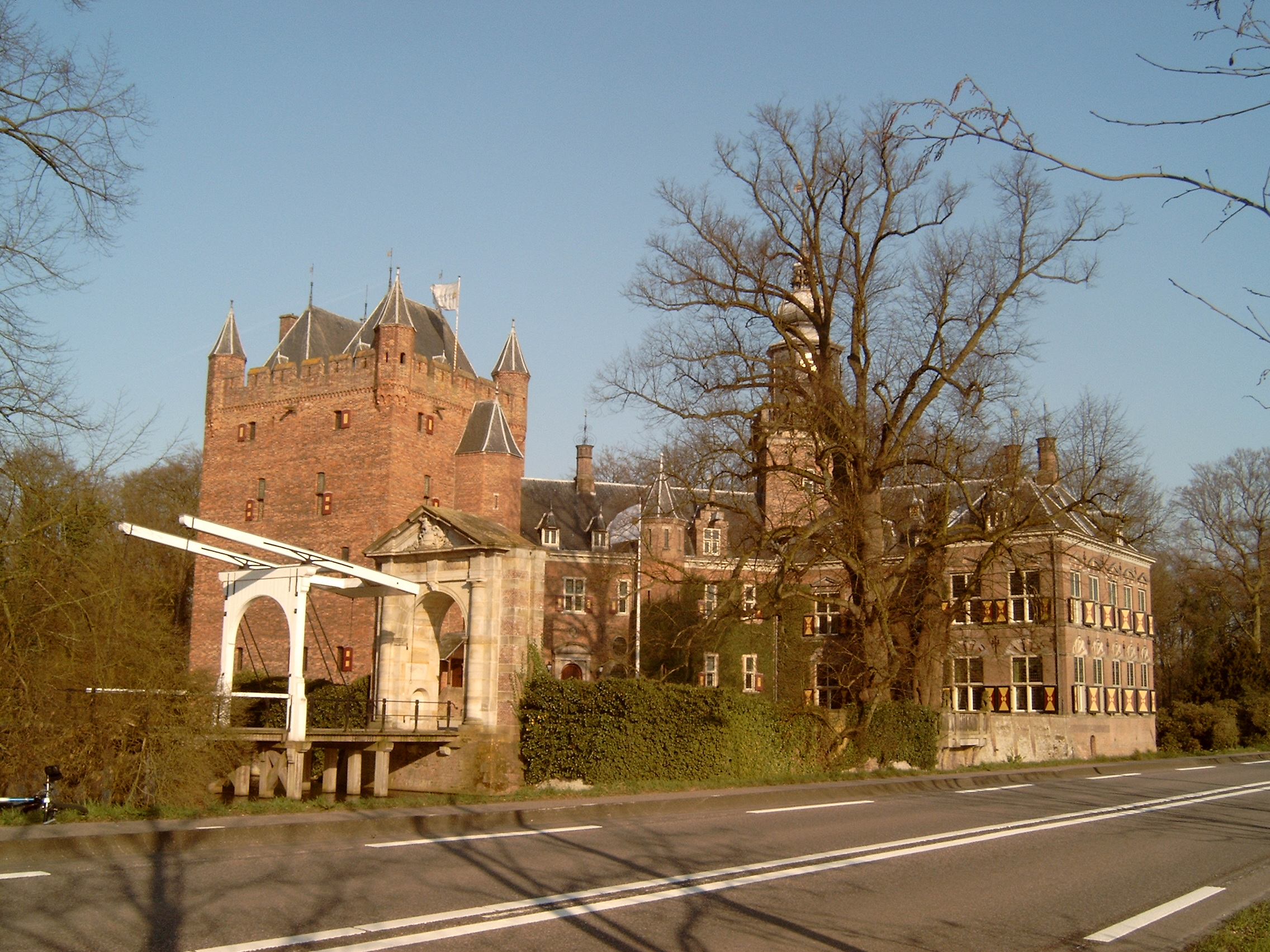
布勒克伦城堡/奈耶诺德大学
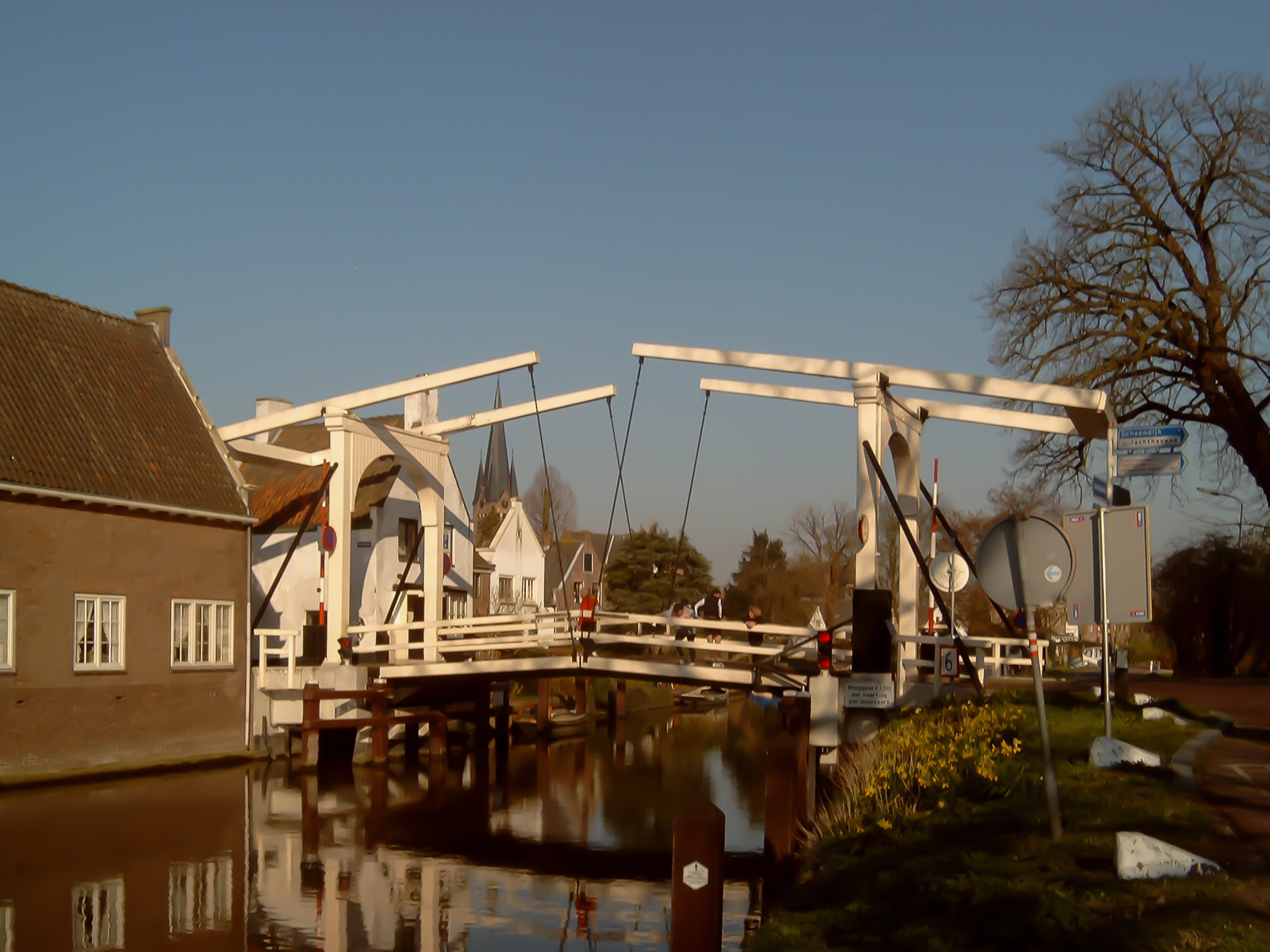
布勒克伦, 在Vecht河上的桥
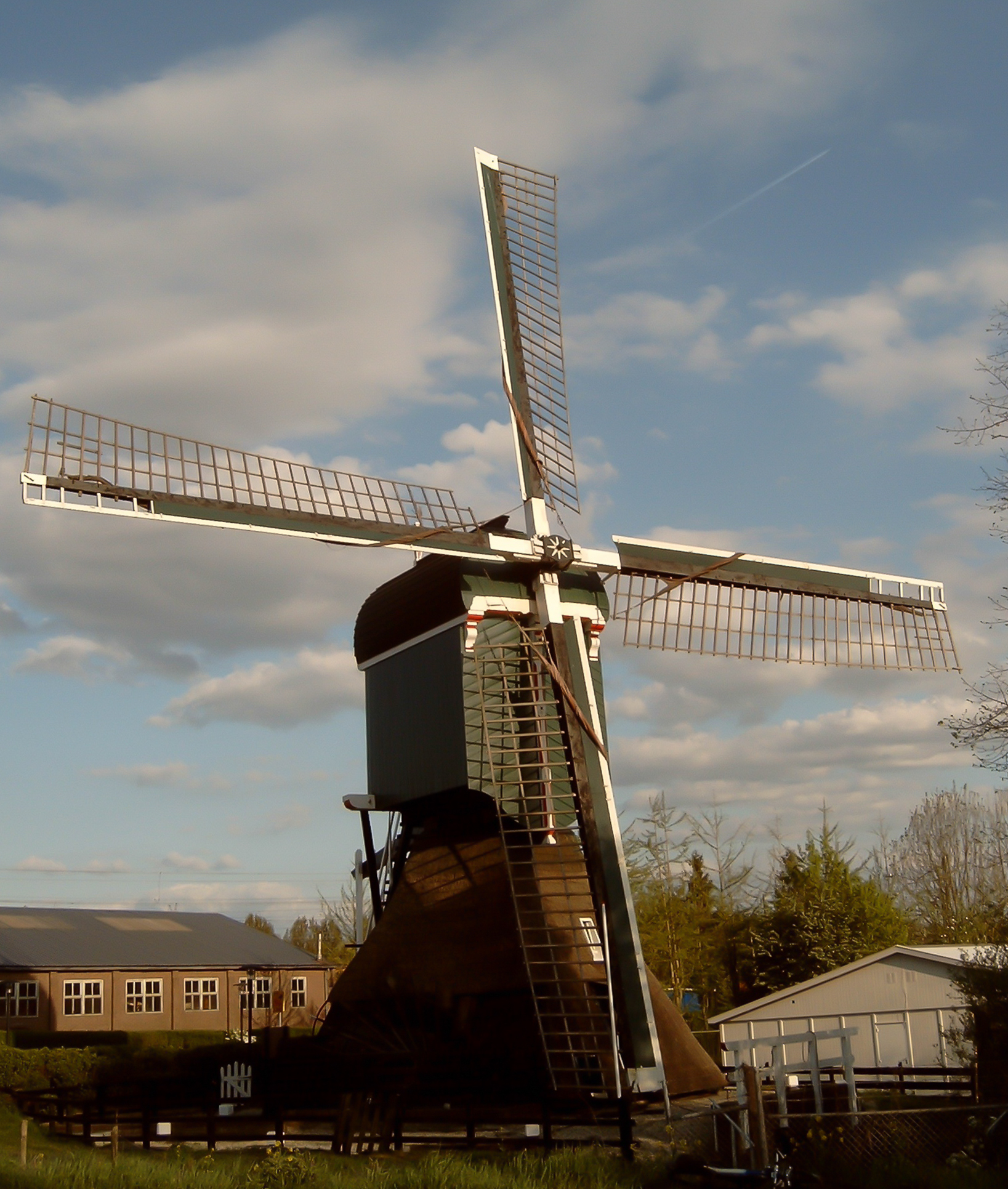
布勒克伦风车